# 1983年の日本公開映画
- 映画 > 映画の一覧 > 年度別日本公開映画 > 1983年の日本公開映画
- 映画 > 1983年の映画 > 1983年の日本公開映画

1983年の日本公開映画（1983ねんのにほんこうかいえいが）では、1983年（昭和58年）1月1日から同年12月31日までに日本で商業公開された映画の一覧を記載。作品名の右の丸括弧内は製作国を示す。
記載の凡例については年度別日本公開映画#凡例を参照

## 作品一覧

### 1月
- 15日
  - 丑三つの村 ( 日本)
  - 父と子 ( 日本)
  - スタントマン ( アメリカ合衆国)
- 20日
  - 鉛の時代 ( 西ドイツ)
- 22日
  - ラグタイム ( アメリカ合衆国)
  - ビクター・ビクトリア 世にもフシギな恋物語 ( アメリカ合衆国)
  - ピックポケット! ( イギリス領香港)
- 29日
  - 人生劇場 ( 日本)
  - ジャスト・ア・ジゴロ ( 西ドイツ)
  - 少林寺への道 ( イギリス領香港/ 台湾)

### 2月
- 2日
  - フライングハイ2/危険がいっぱい月への旅 ( アメリカ合衆国)
- 11日
  - サン★ロレンツォの夜 ( イタリア)
- 12日
  - 卍 ( 日本)
- 13日
  - うる星やつら オンリー・ユー ( 日本)
  - ションベン・ライダー ( 日本)
- 19日
  - 天城越え ( 日本)
  - 華魁 おいらん ( 日本)
  - スタートレックII カーンの逆襲 ( アメリカ合衆国)
  - バトルトラック ( ニュージーランド /  アメリカ合衆国)
  - 蛇鶴八拳 ( イギリス領香港)

### 3月
- 5日
  - ダーククリスタル ( アメリカ合衆国)
- 12日
  - ドラえもん のび太の海底鬼岩城 ( 日本)
  - パーマン バードマンがやってきた!! ( 日本)
  - 忍者ハットリくん ニンニンふるさと大作戦の巻 ( 日本)
  - クラッシャージョウ ( 日本)
  - 幻魔大戦 ( 日本)
  - 恋の浮島 ( ポーランド /  日本)
  - ラ・ブーム2 ( フランス)
  - エボリ ( イタリア/ フランス)
- 13日
  - 東映まんがまつり
    - まんがイソップ物語 ( 日本)
    - Dr.スランプ アラレちゃん ほよよ世界一周大レース ( 日本)
    - バッテンロボ丸 お化け飼う少女 ( 日本)
    - 科学戦隊ダイナマン ( 日本)
- 18日
  - 民衆の敵 ( アメリカ合衆国)
- 19日
  - 宇宙戦艦ヤマト 完結編 ( 日本)
  - 5人のテーブル ( アメリカ合衆国)
  - 時代屋の女房 ( 日本)
  - "BLOW THE NIGHT !" 夜をぶっとばせ ( 日本)
- 26日
  - 評決 ( アメリカ合衆国)

### 4月
- 2日
  - ザ・カンニング アルバイト情報 ( フランス)
- 9日
  - 小説吉田学校 ( 日本)
  - 初恋物語 ( アメリカ合衆国)
- 11日
  - 少林寺三十六房 ( イギリス領香港)
- 15日
  - キング・オブ・ジプシー ( アメリカ合衆国)
- 16日
  - ガンジー ( イギリス /  インド /  アメリカ合衆国)
- 23日
  - トッツィー ( アメリカ合衆国)
- 29日
  - 俺っちのウエディング ( 日本)
  - 13日の金曜日 PART3 ( アメリカ合衆国)
  - だいじょうぶマイ・フレンド ( 日本)
  - 楢山節考 (1983年の映画) ( 日本)
  - ふしぎな國・日本 ( 日本)
  - プロ野球を10倍楽しく見る方法 ( 日本)

### 5月
- 21日
  - 細雪 (1983年の映画) ( 日本)
  - 青い恋人たち ( アメリカ合衆国)
  - アギーレ・神の怒り ( 西ドイツ)
- 28日
  - ゴルゴ13 ( 日本)
  - 戦場のメリークリスマス ( イギリス/ 日本)
  - ハイ・ロード（ アメリカ合衆国/ ユーゴスラビア/ イギリス領香港）

### 6月
- 4日
  - 東京裁判 ( 日本)
  - 家族ゲーム ( 日本)
  - 日本海大海戦 海ゆかば ( 日本)
- 18日
  - ローズマリー ( アメリカ合衆国)
- 25日
  - ザ・ローリングストーンズ ( アメリカ合衆国)
  - 氷壁の女 ( アメリカ合衆国)

### 7月
- 2日
  - 刑事物語2 りんごの詩 ( 日本)
  - プルメリアの伝説 天国のキッス ( 日本)
  - 007 オクトパシー ( イギリス /  アメリカ合衆国)
  - スター・ウォーズ ジェダイの復讐 ( アメリカ合衆国)
- 9日
  - ドキュメント太陽の牙ダグラム ( 日本)
  - チョロQダグラム ( 日本)
  - ザブングル グラフィティ ( 日本)
- 10日
  - ヘッドフォン・ララバイ ( 日本)
  - パタリロ! スターダスト計画 ( 日本)
- 15日
  - フィツカラルド ( 西ドイツ)
- 16日
  - 時をかける少女 ( 日本)
  - 探偵物語 ( 日本)
  - ユニコ 魔法の島へ ( 日本)
  - スーパーマン3 電子の要塞 ( アメリカ合衆国 /  イギリス)
- 21日
  - はだしのゲン ( 日本)
- 23日
  - 南極物語 ( 日本)
- 30日
  - フラッシュダンス ( アメリカ合衆国)
- 日不明
  - グローイングアップ 4 渚でデート ( イスラエル /  アメリカ合衆国)

### 8月
- 4日
  - 嵐を呼ぶ男 ( 日本)
- 5日
  - ダブルベッド ( 日本)
- 6日
  - 伊賀野カバ丸 ( 日本)
  - 男はつらいよ 旅と女と寅次郎 ( 日本)
  - カンニング・モンキー 天中拳 ( イギリス領香港)
  - ザ・力道山 ( 日本)
- 24日
  - せんせい ( 日本)
- 27日
  - アウトサイダー ( アメリカ合衆国)

### 9月
- 3日
  - プライベイトスクール ( アメリカ合衆国)
- 10日
  - Okinawan Boys オキナワの少年 ( 日本)
  - 陽暉楼 ( 日本)
  - サイコ2 ( アメリカ合衆国)
- 15日
  - ふるさと ( 日本)
- 16日
  - みゆき ( 日本)
  - ナイン ( 日本)
- 17日
  - 暗室 ( 日本)
- 22日
  - 時の支配者 ( フランス)
- 23日
  - デストラップ・死の罠 ( アメリカ合衆国)
  - ポケットの中の握り拳 ( イタリア)

### 10月
- 1日
  - ロングウェイ・ホーム ( アメリカ合衆国)
  - 愛の7日間 ( アメリカ合衆国)
  - ブルーサンダー ( アメリカ合衆国)
- 8日
  - ウイニングラン ( イタリア)
- 15日
  - 逃がれの街 ( 日本)
  - 夜明けのランナー ( 日本)
  - ソフィーの選択 ( アメリカ合衆国)
  - ミラクルマスター 七つの大冒険 ( アメリカ合衆国)
  - チェーンヒート ( アメリカ合衆国)
  - ママ、泣かないで ( アメリカ合衆国)
- 22日
  - 迷走地図 ( 日本)
- 29日
  - 生きてはみたけれど ( 日本)
  - 超能力学園Z ( アメリカ合衆国)
  - ガープの世界 ( アメリカ合衆国)

### 11月
- 3日
  - 積木くずし ( 日本)
- 5日
  - ことの次第 ( ドイツ/ ポルトガル/ アメリカ合衆国)
- 7日
  - よみがえる東塔 ( 日本)
- 12日
  - 居酒屋兆治 ( 日本)
  - 白蛇抄 ( 日本)
  - 真夜中のボクサー ( 日本)
- 19日
  - 危険なささやき ( フランス)
  - ラブ IN ニューヨーク ( アメリカ合衆国)
- 23日
  - ディーバ ( フランス)

### 12月
- 3日
  - ジュ・テーム・モワ・ノン・プリュ ( フランス)
- 5日
  - 秘密の子供 ( フランス)
- 10日
  - ウィンター・ローズ ( アメリカ合衆国)
  - ウォー・ゲーム ( アメリカ合衆国)
  - ステイン・アライブ ( アメリカ合衆国)
  - 里見八犬伝 ( 日本)
  - 007 ネバーセイ・ネバーアゲイン ( アメリカ合衆国)
- 17日
  - アイコ十六歳 ( 日本)
  - 唐獅子株式会社 ( 日本)
  - キャノンボール2 ( イギリス領香港)
  - グレートハンティング'84 ( イタリア)
  - 大逆転 ( アメリカ合衆国)
  - ドラゴン特攻隊 ( イギリス領香港)
  - ピンク・パンサー5 クルーゾーは二度死ぬ ( イギリス)
  - ポーキーズ2 ( アメリカ合衆国)
- 24日
  - あいつとララバイ ( 日本)
  - 鍵 ( 日本)
- 28日
  - 男はつらいよ 口笛を吹く寅次郎 ( 日本)
  - 喜劇 家族同盟 ( 日本)